# Ле-Тре
Ле-Тре (фр. Le Trait) — город на севере Франции, регион Нормандия, департамент Приморская Сена, округ Руан, кантон Барантен. Расположен в 28 км к западу от Руана, в 20 км от автомагистрали А150, на правом берегу Сены.
Население (2018) — 4 900 человек.

## История
Ещё в начале XX века Ле-Тре был небольшой деревней, но все изменилось во время Первой мировой войны, когда французское морское министерство принимает решение построить здесь верфь. Население Ле-Тре стало стремительно расти благодаря притоку иностранных рабочих, преимущественно из Польши, Югославии, Чехословакии и Италии. К 1972 году, когда верфь была закрыта, на ней было построено около 200 кораблей для французского Военно-морского флота.

## Достопримечательности
- Церковь Святого Николая XIII века
- Развалины замка XII века

## Экономика
Структура занятости населения:
- сельское хозяйство — 0,2 %
- промышленность — 55,9 %
- строительство — 6,9 %
- торговля, транспорт и сфера услуг — 20,3 %
- государственные и муниципальные службы — 16,7 %

Уровень безработицы (2017) — 19,6 % (Франция в целом — 13,4 %, департамент Приморская Сена — 15,3 %). 

Среднегодовой доход на 1 человека, евро (2018) — 18 990 (Франция в целом — 21 730, департамент Приморская Сена — 21 140).

## Демография
Динамика численности населения, чел.

## Администрация
Пост мэра Ле-Тре с 2014 года занимает Патрик Калле (Patrick Callais). На муниципальных выборах 2020 года возглавляемый им левый список победил во 2-м туре, получив 55,46 % голосов.
| Период | Период | Фамилия       | Партия                                     | Примечания                                             |
| ------ | ------ | ------------- | ------------------------------------------ | ------------------------------------------------------ |
| 1945   | 1974   | Раймон Бретеш | Французская секция Рабочего интернационала | электрик, участник Сопротивления, профсоюзный активист |
| 1974   | 1977   | Рене Вембер   | Разные правые                              | директор школы                                         |
| 1977   | 2001   | Ролан Пари    | Коммунистическая партия                    |                                                        |
| 2001   | 2014   | Жан-Мари Алин | Разные левые                               | шеф-оператор                                           |
| 2020   |        | Патрик Калле  | Разные левые                               | электрик                                               |

## Галерея
- Церковь Святого Николая